# Liste der Stolpersteine in Berlin-Siemensstadt
Die Liste der Stolpersteine in Berlin-Siemensstadt enthält die Stolpersteine im Berliner Ortsteil Siemensstadt im Bezirk Spandau, die an das Schicksal der Menschen erinnern, die im Nationalsozialismus ermordet, deportiert, vertrieben oder in den Suizid getrieben wurden. Die Spalten der Tabelle sind selbsterklärend.
Die Tabelle erfasst insgesamt sechs Stolpersteine und ist teilweise sortierbar; die Grundsortierung erfolgt alphabetisch nach dem Familiennamen. Neben den Stolpersteinen, die in der Liste erfasst wurden, liegt im Ortsteil Siemensstadt auch eine „Stolperschwelle“.

## Stolperschwelle
Die bisher in Berlin-Siemensstadt verlegte Stolperschwelle:
| Bild | Name                                                | Standort          |                               | Verlegedatum | |
| ---- | --------------------------------------------------- | ----------------- | ----------------------------- | ------------ | --- |
|      | Zwangsarbeiterinnen im „Mädchen-Gemeinschaftslager“ | Schuckertdamm 336 | Koordinaten fehlen! Hilf mit. | 8. März 2025 | Von 1940 bis 1945 befand sich im Saal des Gemeindehauses an der evangelischen Kirche (heute: „Christophoruskirche“) ein „Mädchen-Gemeinschaftslager“, wo etwa 40 Zwangsarbeiterinnen aus Belgien, den Niederlanden, Kroatien, Dänemark und der Sowjetunion (Ukraine) auf 240 Quadratmetern untergebracht waren. Sie mussten bei der Firma Siemens & Halske zivile Zwangsarbeit leisten. Ein Kontakt zu Gemeinde und Nachbarn war ihnen verboten, die Kirche durften sie nicht einmal zu Weihnachten betreten. |

## Stolpersteine
Die folgenden Stolpersteine wurden in Steglitz verlegt:
| Bild | Name            | Standort           |      | Verlegedatum  | Leben |
| ---- | --------------- | ------------------ | ---- | ------------- | --- |
|      | Bruno Borchardt | Lenther Steig 19   | Lage | 18. Nov. 2008 | Geboren am 17. November 1859 in Bromberg – Bruno Borchardt entstammte einer deutsch-jüdischen Kaufmannsfamilie. Nach seiner Schulausbildung studierte er in Berlin die Fächer Mathematik und Physik und promovierte 1895 in Kiel. Anschließend war er Lehrer am Königlichen Gymnasium in Spandau. Ab 1900 war er als Schriftsteller und auf verschiedenen Ebenen als sozialdemokratischer Politiker tätig, so ab 1919 als Präsident des Provinziallandtags Brandenburgs und von 1921 bis 1926 als Mitglied des Preußischen Staatsrats (der zweiten Kammer des preußischen Parlaments) für Berlin. Er war unverheiratet und kinderlos. Als prominenter Gegner des Nationalsozialismus wurde er ab der „Machtergreifung“ 1933 verfolgt und schwer misshandelt. Den Novemberpogrom 1938 erlebte er in seinem Wohnort Falkensee, wo ihn die SA direkt überfiel. Dabei wurde er so schwer verletzt, dass er am 14. August 1939 an den Folgen starb. Der Stolperstein in Siemensstadt ist vor seinem letzten Berliner Wohnort am Lenther Steig 19 verlegt. Ein weiterer Stolperstein befindet sich seit dem 20. Juli 2007 in der Schönwalder Straße 35 in Falkensee.            |
|      | Erna Jacobi     | Rieppelstraße 2    | Lage | 26. Okt. 2010 | Geboren am 12. Dezember 1890 in Berlin als Erna Jacoby – Erna Jacobi war Volksschullehrerin, arbeitete jedoch seit 1935 in Zwangsarbeit, zuletzt als Putzerin bei Fa. Scherli & Schwer. Wie ihr Mann Dr. Max Jacobi galt sie als aktives evangelisches Kirchenmitglied; sie war im Erwachsenenalter aus der jüdischen Gemeinde ausgetreten und hatte sich evangelisch taufen lassen. Aus Glaubensgründen engagierte sich das Ehepaar aktiv im Kampf gegen das NS-Regime im Rahmen der oppositionellen Bekennenden Kirche. Politisch standen sie der Deutschen Volkspartei nahe. Nach dem Erlass der Nürnberger Rassegesetze von 1935 wurde Erna Jacobi als Jüdin betrachtet und aus ihrer Arbeit entlassen. Dem Sohn Helmut Jacobi, der am 9. September 1922 geboren wurde, konnten seine Eltern die Auswanderung ermöglichen und ihn so vor den Gräueltaten der Nationalsozialisten bewahren. Er ging in die Emigration, zuerst nach England und später nach Kanada. Am 28. Januar 1943 wurde das Ehepaar Jacobi nach Theresienstadt deportiert, wo Max Jacobi am 14. August 1943 ermordet wurde. Erna Jacobi kam 1944 weiter nach Auschwitz, wo auch sie getötet wurde. |
|      | Max Jacobi      | Rieppelstraße 2    | Lage | 26. Okt. 2010 | Geboren am 12. Mai 1878 in Insterburg – Dr. Max Jacobi war Bevollmächtigter der Siemens und Halske AG, bis er 1939 wegen seiner jüdischen Herkunft entlassen wurde. Wie seine Frau Erna Jacobi galt er als aktives evangelisches Kirchenmitglied; er war im Erwachsenenalter aus der jüdischen Gemeinde ausgetreten und hatte sich evangelisch taufen lassen. Aus Glaubensgründen engagierte sich das Ehepaar aktiv im Kampf gegen das NS-Regime im Rahmen der oppositionellen Bekennenden Kirche. Politisch standen sie der Deutschen Volkspartei nahe. Nach dem Erlass der Nürnberger Rassegesetze von 1935 wurde Max Jacobi jedoch als Jude betrachtet. Dem Sohn Helmut Jacobi, der am 9. September 1922 geboren wurde, konnten seine Eltern die Auswanderung ermöglichen und ihn so vor den Gräueltaten der Nationalsozialisten bewahren. Er ging in die Emigration, zuerst nach England und später nach Kanada. Am 28. Januar 1943 wurde das Ehepaar Jacobi nach Theresienstadt deportiert, wo Max Jacobi am 14. August 1943 ermordet wurde. Erna Jacobi wurde 1944 in Auschwitz getötet.                                                                            |
|      | Adolf Stein     | Nonnendammallee 82 | Lage | 24. Mai 2019  | Adolf Stein wurde am 21. November 1863 geboren und entstammte einer deutsch-jüdischen Kaufmannsfamilie. Die Familie jüdischer Herkunft betrieb in der Nonnendammallee seit 1912 das ‚Berliner Kaufhaus Adolf Stein‘, wo sich auch ihre Wohnung befand. Seit 1933 wurde die Familie immer wieder von Nazis überfallen und schikaniert. In der Pogromnacht am 9. November 1938 wurden Adolf und sein Sohn Erwin Stein von der Polizei schwer misshandelt. Adolf starb kurz darauf am 20. November 1938 an den Folgen der Misshandlungen. |
|      | Luise Stein     | Nonnendammallee 82 | Lage | 24. Mai 2019  | Luise Stein wurde am 30. Juli 1896 in Lippehne geboren und entstammte einer deutsch-jüdischen Kaufmannsfamilie. Die Familie jüdischer Herkunft betrieb in der Nonnendammallee seit 1912 das ‚Berliner Kaufhaus Adolf Stein‘, wo sich auch ihre Wohnung befand. Seit 1933 wurde die Familie immer wieder von Nazis überfallen und schikaniert. Luise Stein wurde am 5. Juni 1942 mit ihrer Mutter Rosalie nach Theresienstadt deportiert, am 12. Oktober 1944 weiter in das KZ Auschwitz transportiert und dort ermordet. |
|      | Rosalie Stein   | Nonnendammallee 82 | Lage | 24. Mai 2019  | Rosalie Stein, Mädchenname Cohn, wurde am 26. Februar 1871 in Pyritz geboren und entstammte einer deutsch-jüdischen Kaufmannsfamilie. Die Familie jüdischer Herkunft betrieb in der Nonnendammallee seit 1912 das ‚Berliner Kaufhaus Adolf Stein‘, wo sich auch ihre Wohnung befand. Seit 1933 wurde die Familie immer wieder von Nazis überfallen und schikaniert. Rosalie Stein wurde am 5. Juni 1942 mit ihrer Tochter Luise nach Theresienstadt deportiert. Sie überlebte die Qualen des Konzentrationslagers und wanderte nach Ecuador aus, wohin auch ihr Sohn Erwin geflohen war. Rosalie starb am 11. Januar 1951, ihr Sohn Erwin ein halbes Jahr später. Seine Tochter lebt heute in Israel. |